# Flix (Tarragona)
Flix ist eine am Ebro gelegene Gemeinde in Katalonien (Spanien), Provinz Tarragona, Comarca Ribera d’Ebre. Sie hat 3.324 Einwohner (Stand: 2024) auf einer Fläche von 116 km² und ist bekannt für die dort ansässige chemische Industrie.
Diese Industrie erzeugt unter anderem: Tetrachlorethen.

## Geographische Lage

### Nachbargemeinden
Als Nachbargemeinden Flix sind Ascó, Bisbal de Falset, Bellaguarda, Bovera, La Palma d’Ebre, Riba-roja d’Ebre, Margalef, La Granadella, Vinebre, Llardecans und Maials zu nennen.